# جولي غرانت
جولي غرانت (بالإنجليزية: Julie Grant)‏ هي مغنية بريطانية، ولدت في 12 يوليو 1946 في بلاكبول في المملكة المتحدة.